# 7 thói quen của bạn trẻ thành đạt
Bảy thói quen của bạn trẻ thành đạt (The 7 Habits of Highly Effective Teens) là cuốn sách bán chạy nhất năm 1998, cuốn sách viết bởi Sean Covey, con trai của Stephen Covey. Cuốn sách đã được xuất bản vào tháng 9 năm 1998 và chủ yếu dựa trên cuốn 7 thói quen của người thành đạt của Stephen Covey. Năm 1999, Covey phát hành một cuốn sách quyền Phản xạ hàng Ngày Cho Thanh thiếu Niên hiệu Quả (Daily Reflections For Highly Effective Teens).
Vào năm 2000, 7 thói quen của những bạn trẻ thành đạt được đánh giá là một trong những cuốn sách "phổ biến dành cho thanh niên" bởi YALSA.

## Tóm tắt
Trong cuốn sách, Covey thảo luận tìm cách giúp thanh thiếu niên có thể trở nên tự lập và làm việc có hiệu quả hơn thông qua bảy thói quen cơ bản. Các thói quen tốt được định nghĩa là sự chủ động trong mọi khía cạnh của cuộc sống từ  lập kế hoạch và ưu tiên những việc quan trọng trong cuộc sống hàng ngày và sống có trách nhiệm.

## Đón nhận
Cuốn sách đã được đón nhận rất tích cực, với một số trường, bao gồm cả các văn bản của bài học kế hoạch. AudioFile cũng được đón nhật tích cực. 7 Thói quen của bạn trẻ thành đạt cũng đã được rất nhiều lời khen bởi các nhà tâm lý học, mặc dù theo Sách hướng dẫn về Liệu pháp Tự trị thì cuốn sách chưa được kiểm tra kỹ càng như một phần của kế hoạch điều trị.

## Bản dịch tiếng Việt
Bản dịch tiếng Việt có tên Bảy Thói quen của bạn trẻ thành đạt được Công ty First News - Trí Việt phát hành tại Việt Nam vào năm 2005.